# Café del Mar
«Café del Mar» (в переводе с исп. — «Кафе у моря») — бар, расположенный в городе Сан-Антони-де-Портмань на острове Ивиса (Испания), в нескольких метрах от берега Средиземного моря. Пользуется популярностью среди туристов летнего сезона благодаря своим красивым закатам. Бар был открыт Рамоном Гиралом, Карлосом Андреа и Хосе Лесом в 1980 году. В 1999 году был основан лейбл звукозаписи «Café del Mar Music», известный своей серией компакт-дисков в жанре чилаут.

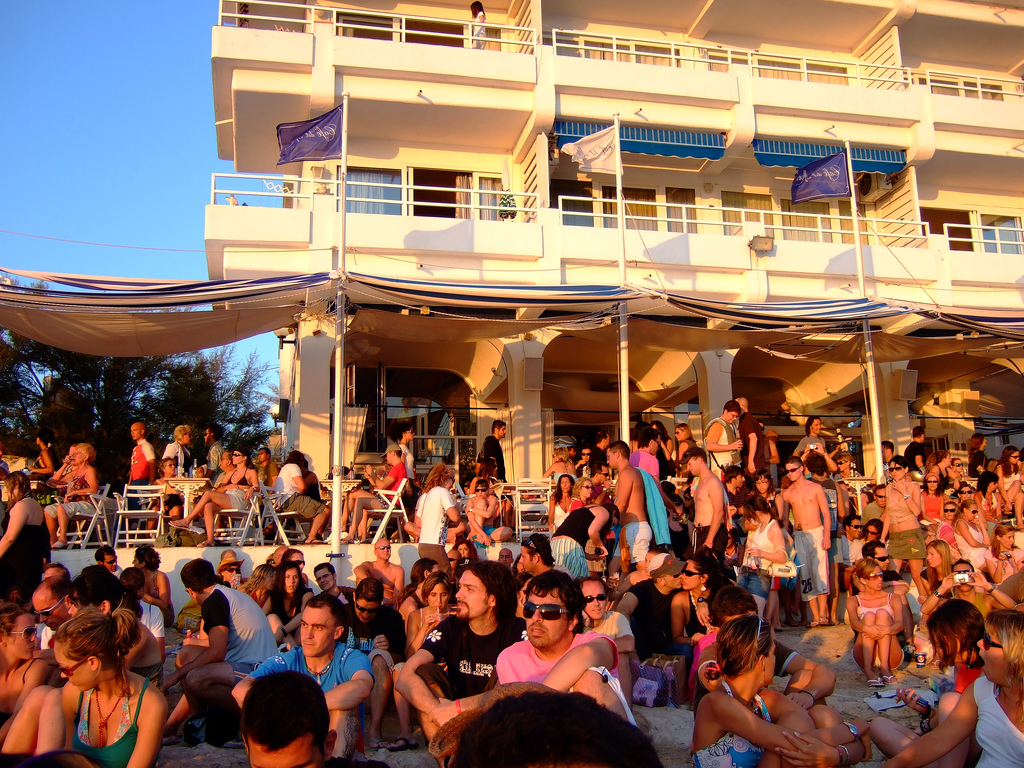
Публика в «Café del Mar»

Закат у «Café del Mar»

## История
Бар «Café del Mar» был основан 20 июня 1980 года. Внешний вид заведения был разработан архитектором Луисом Гуэлем: он отвечал за дизайн, отделку и архитектуру.
Диджей бара, Хосе Падилья, стал известен своими сетами во время заката.. Падилья создал первые шесть альбомов «Cafe del Mar» в период с 1994 по 1999 год.

## Музыка
Café del Mar выпускает одноимённые музыкальные альбомы-сборники с произведениями всемирно известных музыкантов, скомпилированными диджеями бара. Предполагается, что эти композиции должны создавать настроение, испытываемое при наблюдении заката. Музыкальные жанры композиций включают направления ambient и easy listening. Изначально сборники издавались на кассетах, с 1994 года выпускается официальная серия компакт-дисков. К 2020 году выпущено 25 томов, несколько отдельных сборников и три альбома, посвящённых 20-, 25-, 30- и 35-летию бара. Сборники Café del Mar содержат музыку Пэта Метени, А. Р. Рахмана, Моби, Жан-Мишеля Жарра, Chicane, Underworld, Риана Шиэна, Линды Ди Франко, Triangle Sun и Томаса Ньюмана.